# Chanteuse

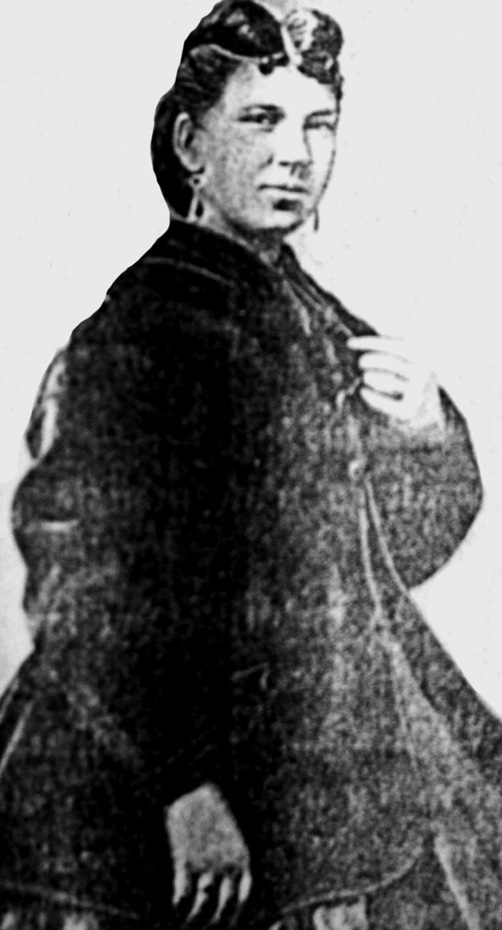
Augustine Kaiser, Chanteuse

Eine Chanteuse ist eine Sängerin, die vor allem Chansons vorwiegend im kabarettistischen Umfeld vorträgt.
Bekannte Chanteusen des 20. Jh. waren bzw. sind Yvette Guilbert, Claire Waldoff, Blandine Ebinger, Maegie Koreen, Luise Wunderlich, aber auch Juliette Gréco und im Travestiebereich Megy B. Sie präsentieren sich in der Regel ohne großen Inszenierungsaufwand auf der „kleinen Bühne“. Ihre Arbeit umfasst oft nicht nur die Interpretation von Werken Dritter, sondern trägt aktiv zur Weiterentwicklung der Chansonkunst bei.